# Campionato europeo FIBA dei piccoli stati 2018
Il Campionato europeo FIBA dei piccoli stati 2018 è stata la 16ª edizione del Campionato europeo FIBA dei piccoli stati.
Il torneo si è svolto a San Marino ed è stato vinto dalla nazionale maltese.

## Squadre partecipanti
Sette nazioni partecipano al torneo, con il ritorno della Norvegia, 17 anni dopo l'ultima apparizione in una competizione della FIBA.
L'Armenia ed il Galles, le quali avevano partecipato all'edizione precedente, non hanno confermato la loro presenza; l'Armenia era infatti impegnata nelle qualificazioni ad EuroBasket 2021, mentre la nazionale gallese è stata integrata nella nazionale della Gran Bretagna.
Le squadre sono state divise in due gironi, i quali sono stati sorteggiati il 16 gennaio 2018.
| Gruppo A   | Gruppo B |
| ---------- | -------- |
| San Marino | Andorra  |
| Gibilterra | Malta    |
| Moldavia   | Irlanda  |
| Norvegia   |          |

## Sede delle partite
| Serravalle | Serravalle              | Serravalle |
| Serravalle | Multieventi Sport Domus |            |
| Serravalle | Capacità: 1.200         |            |

## Gironi di qualificazione

### Gruppo A
| Pos | Squadra        | G | V | P | PF  | PS  | DP  | Pt | Qualificazione              |
| --- | -------------- | - | - | - | --- | --- | --- | -- | --------------------------- |
| 1   | Norvegia       | 3 | 3 | 0 | 277 | 186 | +91 | 6  | Qualificate alle semifinali |
| 2   | Gibilterra     | 3 | 2 | 1 | 236 | 257 | −21 | 5  | Qualificate alle semifinali |
| 3   | San Marino (H) | 3 | 1 | 2 | 212 | 216 | −4  | 4  | Torneo 5º-8º posto          |
| 4   | Moldavia       | 3 | 0 | 3 | 228 | 294 | −66 | 3  | Torneo 5º-8º posto          |

| Arbitri: | Mehmet Karabilecen Gordon Barbara David Caballe |

|                |            |               |
| Ortega 33      | Punti      | 44 Solopa     |
| Ortega 8       | Assist     | 6 Cojuhari    |
| Buxton 14      | Rimbalzi   | 11 Nistor     |
| Adam Cassaglia | Allenatori | Oleg Pravdiuk |

| Arbitri: | Vincent Delestrée Igor Esteve Thomas Bissuel |

|                    |            |                 |
| Biordi 13          | Punti      | 21 Mjøs         |
| Raschi 5           | Assist     | 3 Frey          |
| Biordi, Botteghi 7 | Rimbalzi   | 6 Frey          |
| Massimo Padovano   | Allenatori | Mathias Eckhoff |

| Arbitri: | Thomas Bissuel David Caballe Igor Esteve |

|                 |            |                |
| Ndiaye 19       | Punti      | 19 Ortega      |
| Frey 5          | Assist     | 3 Yome         |
| Berg 10         | Rimbalzi   | 8 Pérez        |
| Mathias Eckhoff | Allenatori | Adam Cassaglia |

| Arbitri: | Mehmet Karabilecen Gordon Barbara James Dominique |

|               |            |                  |
| Legosin 14    | Punti      | 20 Raschi        |
| Cojuhari 2    | Assist     | 5 Raschi         |
| Nistor 11     | Rimbalzi   | 13 Botteghi      |
| Oleg Pravdiuk | Allenatori | Massimo Padovano |

| Arbitri: | Alessandro Martolini Gordon Barbara David Caballe |

|               |            |                 |
| Melniciuc 34  | Punti      | 18 Mjøs         |
| Cojuhari 6    | Assist     | 4 Jawara        |
| Nistor 9      | Rimbalzi   | 9 Berg          |
| Oleg Pravdiuk | Allenatori | Mathias Eckhoff |

| Arbitri: | Thomas Bissuel Igor Esteve Mehmet Karabilecen |

|                                     |            |                                     |
| Ugolini 17                          | Punti      | 19 Pérez                            |
| Liberti, Macina, Raschi 4           | Assist     | 3 Buxton, Grigaitis, Guerrero, Yome |
| Botteghi, Macina, Raschi, Ugolini 6 | Rimbalzi   | 9 Pérez                             |
| Massimo Padovano                    | Allenatori | Adam Cassaglia                      |

### Gruppo B
| Pos | Squadra | G | V | P | PF  | PS  | DP  | Pt | Qualificazione              |
| --- | ------- | - | - | - | --- | --- | --- | -- | --------------------------- |
| 1   | Malta   | 2 | 2 | 0 | 172 | 129 | +43 | 4  | Qualificate alle semifinali |
| 2   | Irlanda | 2 | 1 | 1 | 128 | 132 | −4  | 3  | Qualificate alle semifinali |
| 3   | Andorra | 2 | 0 | 2 | 120 | 159 | −39 | 2  | Torneo 5º-8º posto          |

| Arbitri: | Alessandro Martolini James Dominique Gilbert Hoxha |

|                      |            |                      |
| Gabriel 16           | Punti      | 22 T. Falzon         |
| Lliteras 4           | Assist     | 3 T. Falzon, Formosa |
| Gabriel 8            | Rimbalzi   | 9 T. Falzon          |
| David Eudal Martinez | Allenatori | Andrea Paccariè      |

| Arbitri: | Alessandro Martolini Vincent Delestrée Gilbert Hoxha |

|                 |            |                 |
| A. Falzon 22    | Punti      | 15 O'Sullivan   |
| A. Falzon 6     | Assist     | 4 Roe           |
| Deguara 10      | Rimbalzi   | 8 Badmus        |
| Andrea Paccariè | Allenatori | Pete Strickland |

| Arbitri: | Vincent Delestrée James Dominique Gilbert Hoxha |

|                          |            |                      |
| Badmus 18                | Punti      | 22 Colom             |
| Black 3                  | Assist     | 3 Gabriel            |
| Badmus, Blount, Murphy 7 | Rimbalzi   | 10 Bartolome         |
| Pete Strickland          | Allenatori | David Eudal Martinez |

## Torneo 5º-7º posto
| Pos | Squadra    | G | V | P | PF  | PS  | DP  | Pt |
| --- | ---------- | - | - | - | --- | --- | --- | -- |
| 5   | Andorra    | 2 | 2 | 0 | 166 | 99  | +67 | 4  |
| 6   | San Marino | 2 | 1 | 1 | 154 | 123 | +31 | 3  |
| 7   | Moldavia   | 2 | 0 | 2 | 97  | 195 | −98 | 2  |

| Arbitri: | Alessandro Martolini Gordon Barbara David Caballe |

|                              |            |                       |
| Nistor 8                     | Punti      | 17 Guzmán             |
| Cojuhari, Legosin, Raducan 2 | Assist     | 6 Lliteras, Schneider |
| Legosin 9                    | Rimbalzi   | 8 Guzmán              |
| Oleg Pravdiuk                | Allenatori | David Eudal Martinez  |

| Arbitri: | Mehmet Karabilecen James Dominique Gilbert Hoxka |

|                      |            |                           |
| Gabriel 18           | Punti      | 16 Raschi                 |
| Colom 7              | Assist     | 3 Macina, Raschi, Ugolini |
| Gabriel 11           | Rimbalzi   | 8 Zanotti                 |
| David Eudal Martinez | Allenatori | Massimo Padovano          |

## Fase a eliminazione diretta
|  | Semifinali | Semifinali | Semifinali |       |          | Finale             | Finale             | Finale             |  |
|  |            |            |            |       |          |                    |                    |                    |  |
|  | Norvegia   | Norvegia   | 83         |       |          |                    |                    |                    |  |
|  | Norvegia   | Norvegia   | 83         |       |          |                    |                    |                    |  |
|  | Irlanda    | Irlanda    | 73         |       |          |                    |                    |                    |  |
|  | Irlanda    | Irlanda    | 73         |       | Norvegia | Norvegia           | 59                 |                    |  |
|  |            |            |            |       | Norvegia | Norvegia           | 59                 |                    |  |
|  |            |            | Malta      | Malta | 75       |                    |                    |                    |  |
|  | Malta      | Malta      | Malta      | Malta | 75       | 102                |                    |                    |  |
|  | Malta      | Malta      |            |       |          | 102                |                    |                    |  |
|  | Gibilterra | Gibilterra | 57         |       |          | Finale 3º/4º posto | Finale 3º/4º posto | Finale 3º/4º posto |  |
|  | Gibilterra | Gibilterra | 57         |       |          |                    |                    |                    |  |
|  |            |            |            |       |          |                    |                    |                    |  |
|  |            |            |            |       |          | Irlanda            | Irlanda            | 86                 |  |
|  |            |            |            |       |          | Irlanda            | Irlanda            | 86                 |  |
|  |            |            |            |       |          | Gibilterra         | Gibilterra         | 66                 |  |

### Semifinali
| Arbitri: | Thomas Bissuel Igor Esteve James Dominique |

|                 |            |                   |
| Frey 29         | Punti      | 17 Cairns, Murphy |
| Mjøs 7          | Assist     | 5 Roe             |
| Berg 16         | Rimbalzi   | 8 Black, Murphy   |
| Mathias Eckhoff | Allenatori | Pete Strickland   |

| Arbitri: | Mehmet Karabilecen Vincent Delestrée Gilbert Hoxha |

|                     |            |                      |
| Formosa 18          | Punti      | 17 Ortega            |
| Cassar, T. Falzon 6 | Assist     | 3 Ortega, Sercombe 3 |
| Deguara 20          | Rimbalzi   | 6 Grigaitis, Pérez   |
| Andrea Paccariè     | Allenatori | Adam Cassaglia       |

### Finale 3º-4º posto
| Arbitri: | Vincent Delestrée Gordon Barbara Thomas Bissuel |

|                 |            |                |
| Badmus 19       | Punti      | 18 Ortega      |
| Roe 4           | Assist     | 4 Gómez        |
| Badmus 10       | Rimbalzi   | 7 Ortega       |
| Pete Strickland | Allenatori | Adam Cassaglia |

### Finale
| Arbitri: | Alessandro Martolini David Caballe Igor Esteve Malmierca |

|                      |            |                 |
| Dolven 14            | Punti      | 24 Deguara      |
| Espe, Frey, Ndiaye 4 | Assist     | 4 A. Falzon     |
| Berg 10              | Rimbalzi   | 14 Deguara      |
| Mathias Eckhoff      | Allenatori | Andrea Paccariè |

## Classifica finale
| Oro     | Malta      | Malta4 Vella, 5 Bugeja, 6 Pace, 7 Xuereb, 8 Shoults, 9 Dimech, 10 T. Falzon, 11 Formosa, 12 A. Falzon, 13 Gouder, 14 Cassar, 15 Deguara, All. Andrea Paccariè                 |
| Argento | Norvegia   | Norvegia4 Midtvedt, 5 Frey, 6 Berg, 7 Espe, 8 Ndiaye, 9 Skouen, 10 Jawara, 11 Mjoes, 12 Lamo, 13 Dakin, 14 Dolven, 15 Berg, All. Mathias Eckhoff                              |
| Bronzo  | Irlanda    | Irlanda4 O'Sullivan, 5 Quinn, 6 Murphy, 7 Lyons, 8 Black, 9 Blount, 10 Roe, 11 Kelly, 12 Badmus, 14 Cairns, 15 Kiernan, 16 Freeman, All. Pete Strickland                      |
| 4       | Gibilterra | |
| 5       | Andorra    | Andorra4 Serrato, 5 Isern, 6 Pons, 7 Pena, 8 Colom, 11 Lliteras Riera, 12 Schneider, 13 A. Bartolome, 15 Gabriel, 16 Guzman, 19 Marti Baez, 21 B. Bartolome, All. David Eudal |
| 6       | San Marino | San Marino4 Bombini, 5 Zanotti, 6 Macina, 7 Riccardi, 8 P. Ugolini, 9 Liberti, 10 G. Ugolini, 11 Raschi, 12 Mićević, 13 Felici, 14 Biordi, 15 Botteghi, All. Massimo Padovano |
| 7       | Moldavia   | |